# Bugatti Chiron
Bugatti Chiron – hipersamochód produkowany pod francuską marką Bugatti w latach 2016–2024.

## Historia i opis modelu

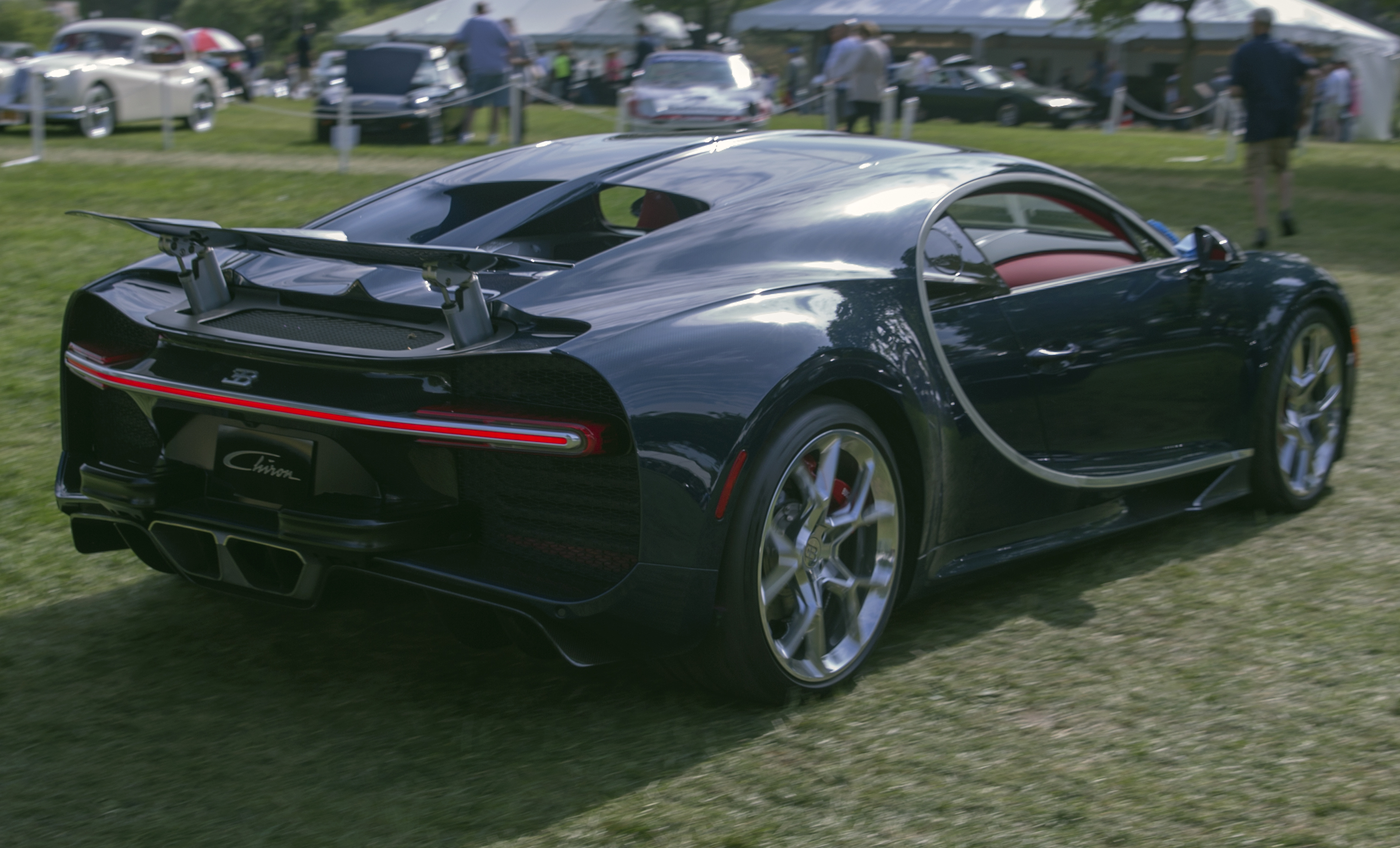
Bugatti Chiron – tył

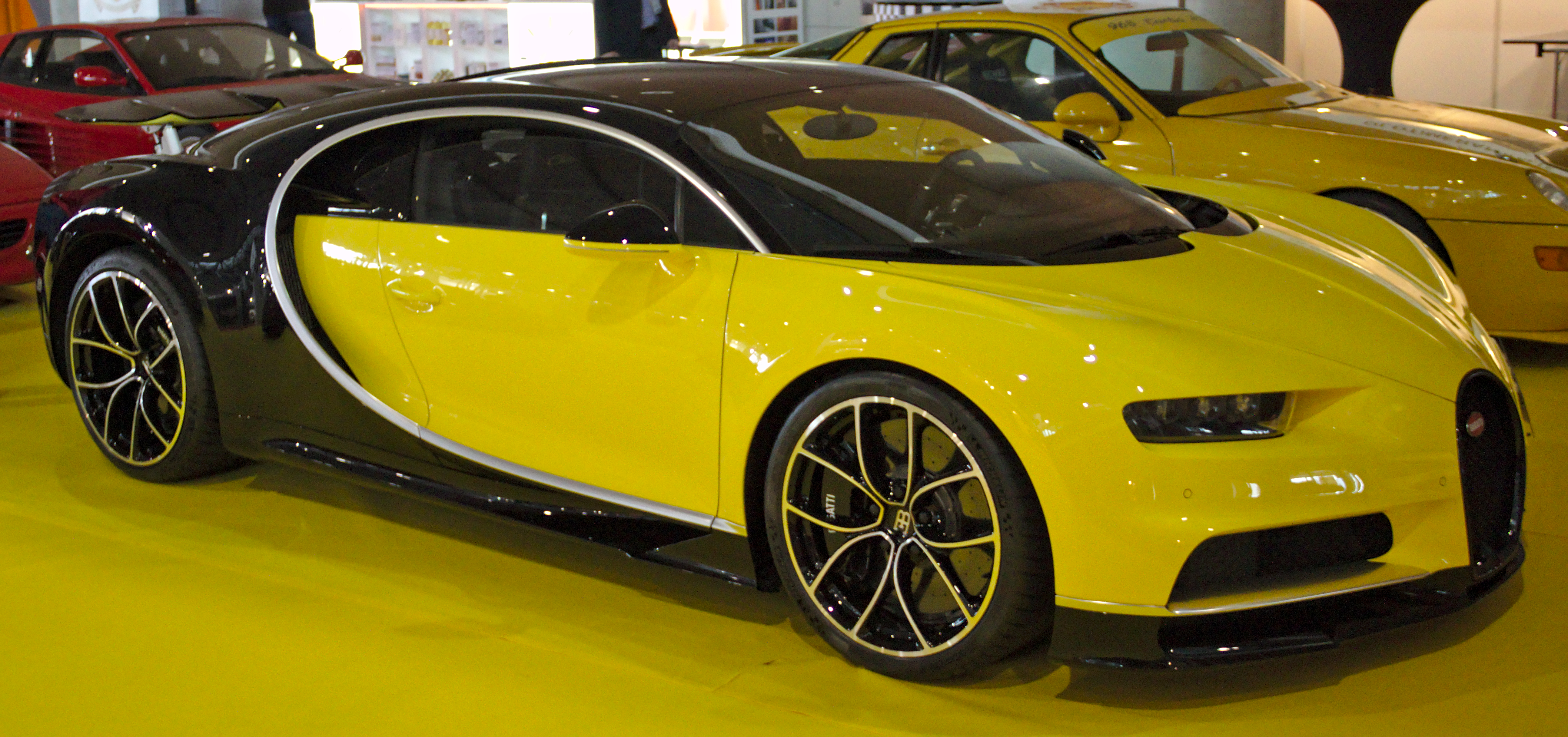
Bugatti Chiron - sylwetka

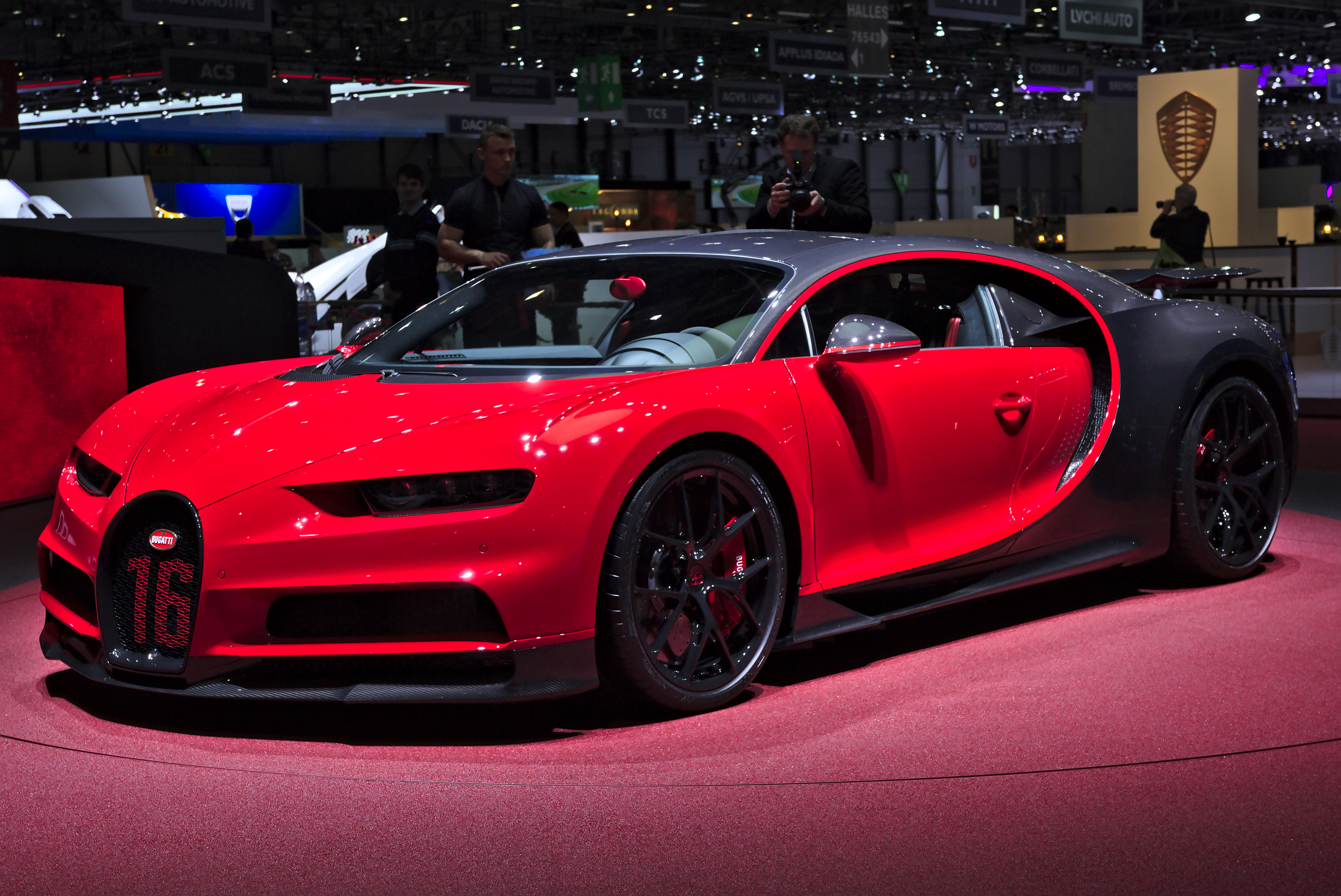
Bugatti Chiron Sport

Drugi produkcyjny model w historii reaktywowanego w 1998 roku przez Volkswagena Bugatti został oficjalnie zaprezentowany 1 marca 2016 roku, tuż przed prezentacją przed publicznością na Geneva Motor Show. Proces rozwojowy obejmował skonstruowanie 30 prototypów, które przejechały łącznie 500 tysięcy kilometrów i zużyły 200 kompletów ogumienia. Bugatti Chiron zastąpił produkowanego dotąd przez dekadę Veyrona, zyskując w stosunku do niego dłuższe, wyższe i szersze nadwozie, a także większą o 133 kilogramy masę. Samochód otrzymał nazwę na cześć Louisa Chirona – utytułowanego monakijskiego kierowcy Bugatti podczas 24-godzinnego wyścigu w Le Mans. Po raz pierwszy nazwę tę zastosowano w 1999 roku dla prototypu 18/3 Chiron.
Projekt stylistyczny hipersamochodu nowej generacji nadzorowany był przez Achima Anscheidta, łącząc futurystyczne rozwiązania stylistyczne z nawiązaniami do klasycznych modeli Bugatti z lat 30. Charakterystycznymi elementami wyglądu Chirona stały się m.in. agresywnie zarysowane reflektory tworzone przez kwadratowe soczewki, motyw dużych łuków zdobiący dwubarwne nadwozie nawiązujące tym do dawnego modelu Royale oraz tzw. płetwa osi środkowej inspirowana z kolei innym, historycznym modelem Type 57SC Atlantic. Tył akcentuje szeroki na 1,6 m pas złożony z 82 diod LED. Niewielki bagażnik o pojemności 44 litrów został ukryty pod maską, umożliwiając transport np. małej walizki.
Podobnie jak w przypadku przedstawionego dekadę wcześniej Veyrona, francuska firma za cel obrała wyróżnienie modelu Chiron ekstremalnymi osiągami osiągającymi wartości rekordowe dla wówczas produkowanych samochodów. Do napędu hipersamochodu wykorzystano stosowany już dotychczas szesnastocylindrowy silnik typu W16 o pojemności 8 litrów. Tym razem wygenerował jednak on znacznie większą moc 1500 KM przy 6700 obr./min i 1600 Nm maksymalnego momentu obrotowego.
Wyposażony w 4 turbosprężarki i 7-biegową dwusprzegłową automatyczną skrzynię biegów hipersamochód rozwija 100 km/h w 2,5 sekundy, z kolei 200 km/h osiąga po 6,5 sekundach przy mocy przenoszonej na 4 koła. Chiron w podstawowym wariancie jest w stanie rozpędzić się maksymalnie do elektronicznie ograniczonych 420 km/h, posiadając przy tym techniczne możliwości do osiągnięcia 463 km/h - ogranicza to jednak m.in. fabryczne ogumienie.

### Chiron Sport

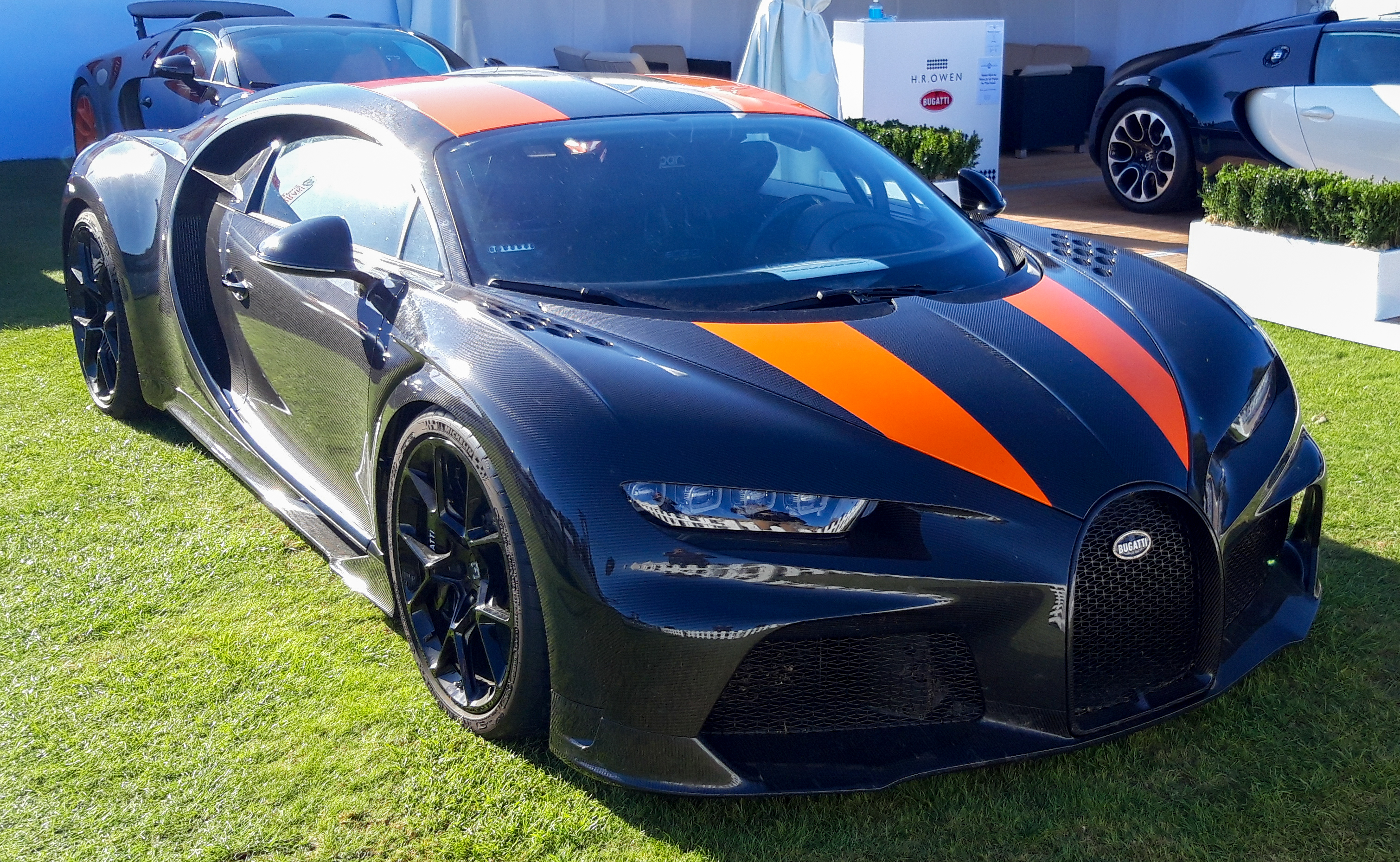
Bugatti Chiron Sport 300+

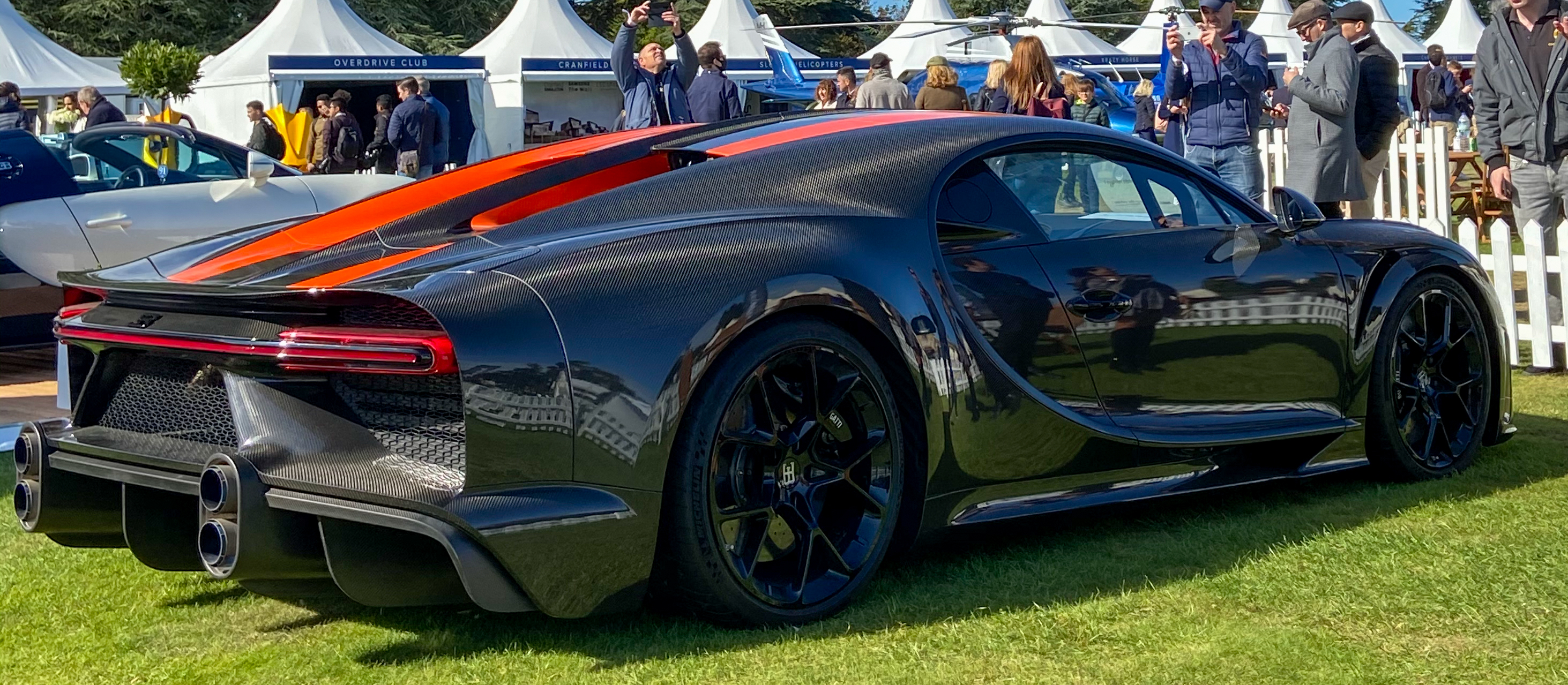
Bugatti Chiron Sport 300+ - tył

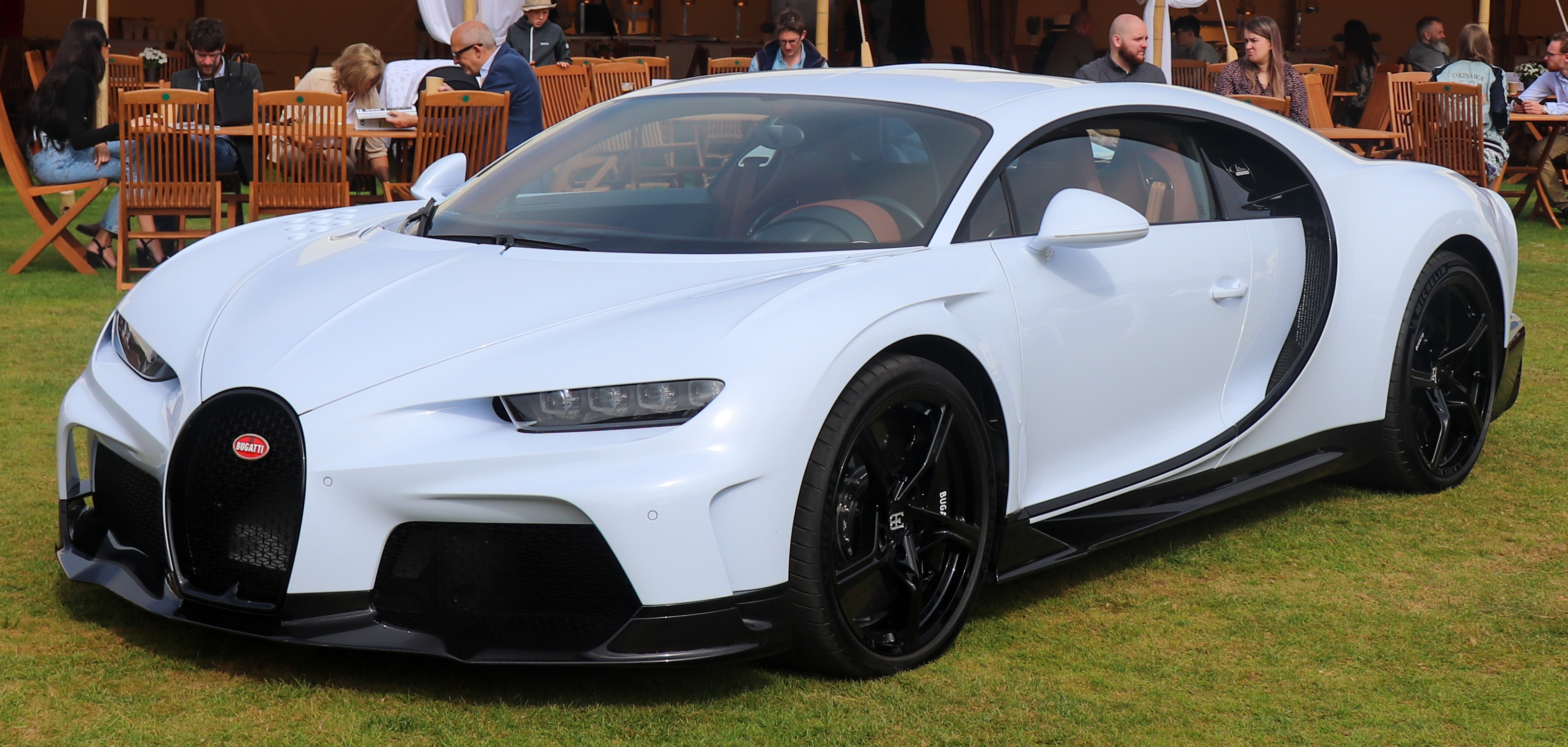
Bugatti Chiron Super Sport

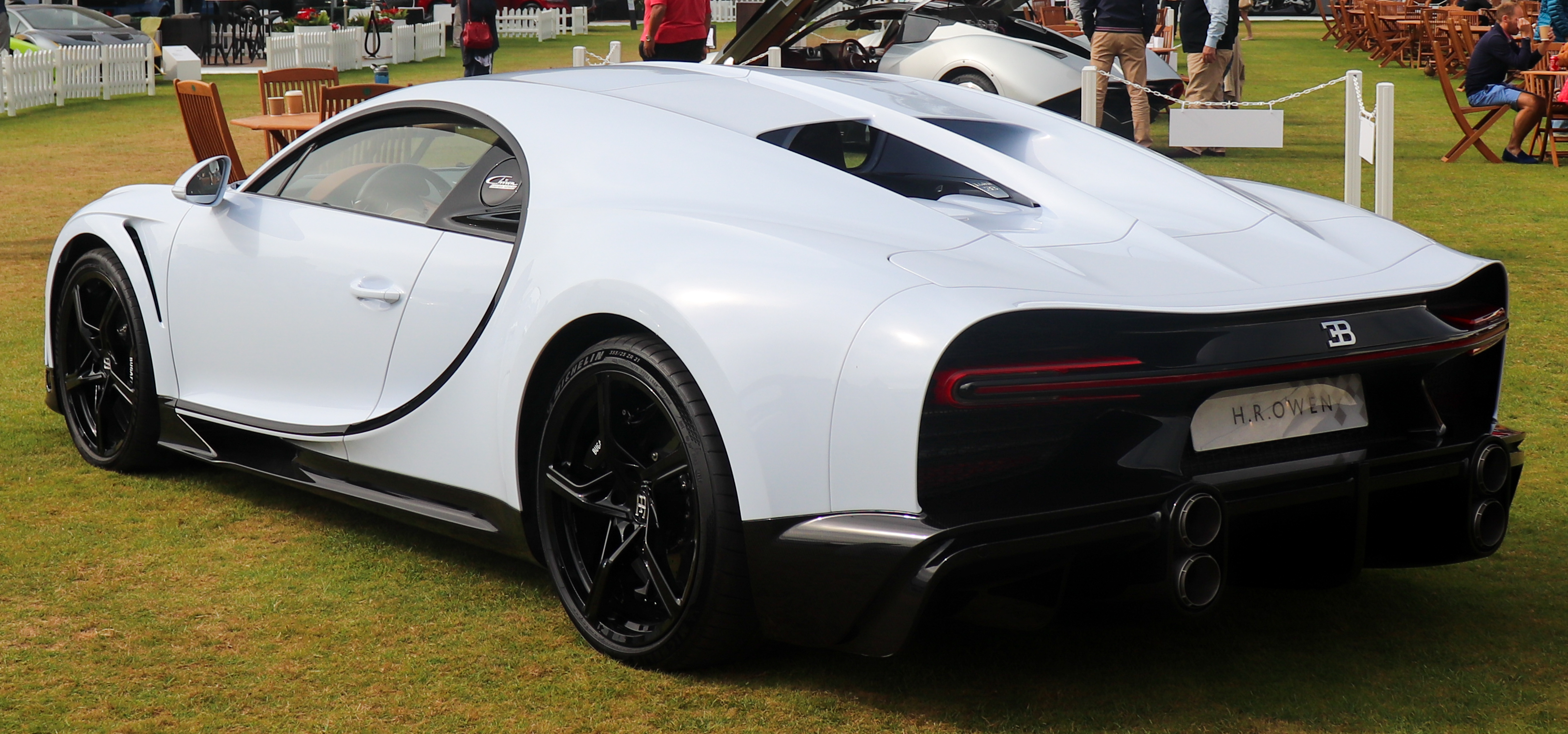
Bugatti Chiron Super Sport - tył

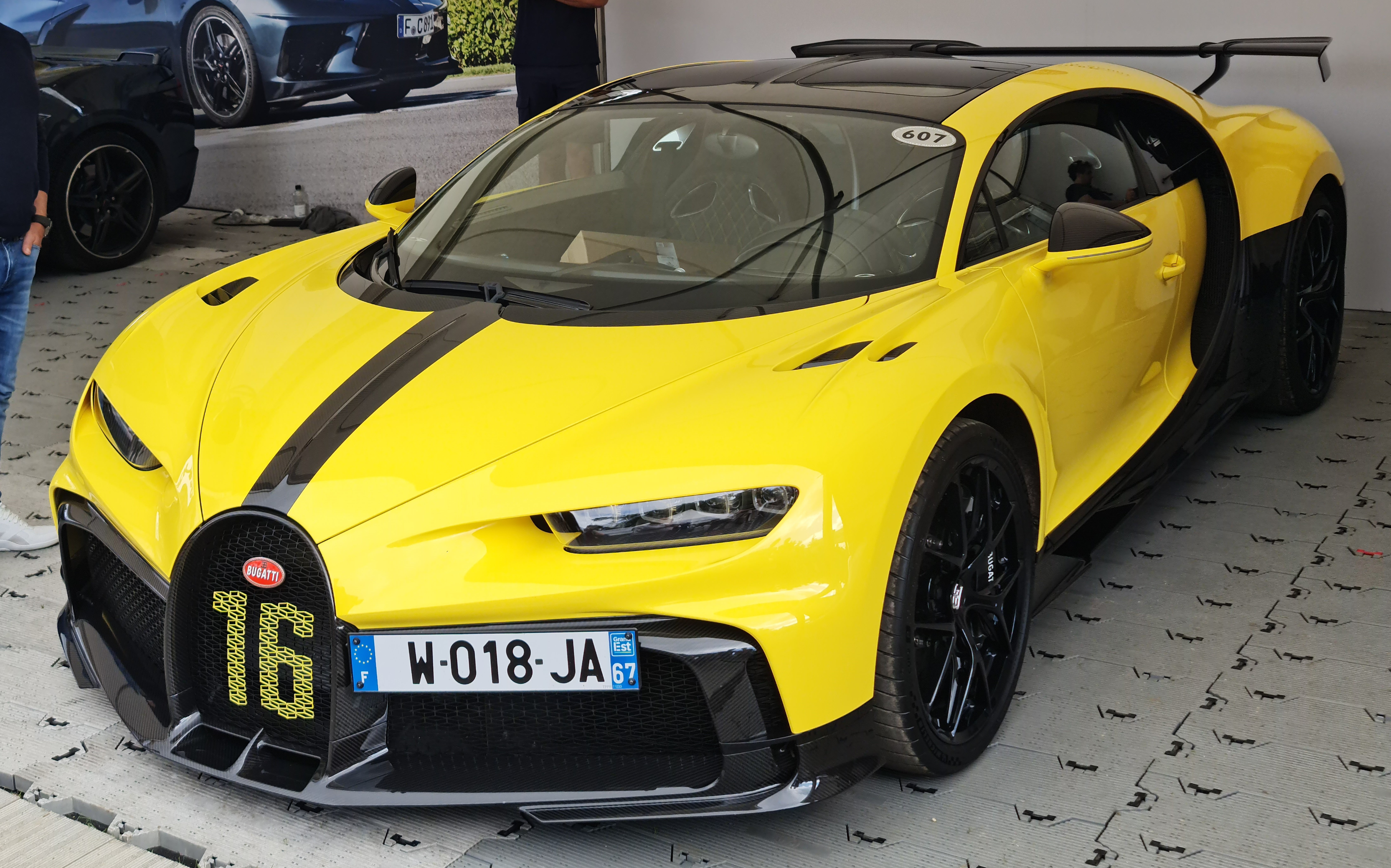
Bugatti Chiron Pur Sport

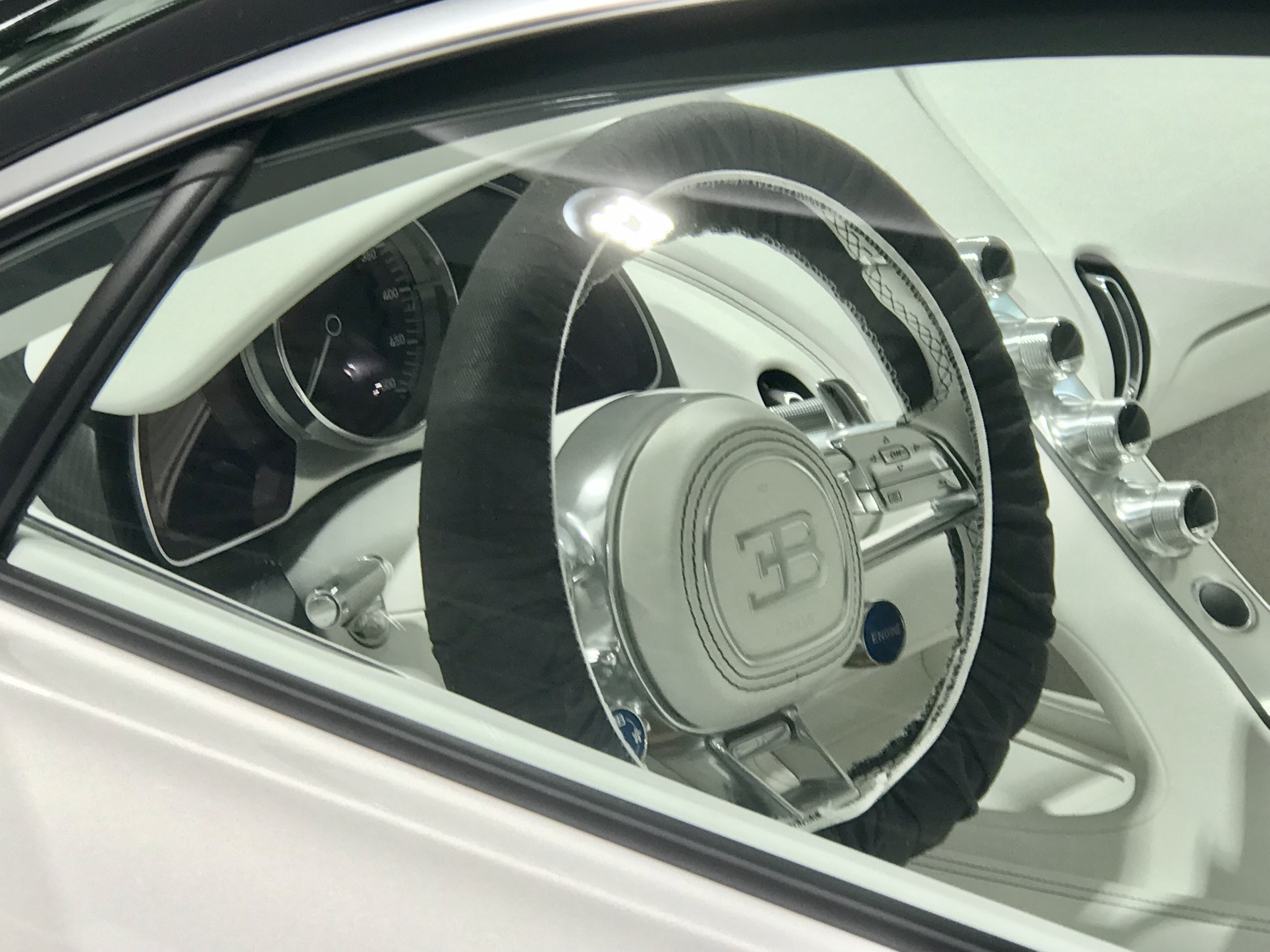
Bugatti Chiron - wnętrze

W marcu 2018 roku Bugatti przedstawiło pierwszą specjalną wersję Chirona w postaci modelu Sport. Samochód został wyposażony w specjalny pakiet stylistyczny charakteryzujący się dodatkowymi nakładkami na zderzaki i progi, zmodyfikowanym spojlerem, wlotami powietrza, a także czerwoną cyfrą "16" naniesioną na atrapę chłodnicy. Dzięki modyfikacjom w zakresie aerodynamiki oraz niższej masie całkowitej o 18 kilogramów samochód jest szybszy podczas jazdy torowej.

### Chiron Super Sport 300+
We wrześniu 2019 roku Bugatti zaprezentowało kolejną specjalną odmianę Chirona, która powstała bezpośrednio w celu ustanowienia nowego rekordu prędkości dla seryjnego samochodu drogowego. Chiron Super Sport 300+ pod kątem wizualnym został pozbawiony tylnego skrzydła, zyskał charakterystyczne szaro-pomarańczowe malowanie nadwozia, większe wloty powietrza, a także dłuższy o 25 centymetrów tył o bardziej smukłym kształcie. Dzięki modyfikacjom technicznym i aerodynamicznym, a także obniżeniu masy całkowitej samochodu, producent nie musiał wprowadzać głębszych modyfikacji w 8-litrowym silniku W16 o mocy 1600 KM.
2 sierpnia 2019 roku Chiron Super Sport 300+ rozpędził się do prędkości 490,484 km/h, przebijając w ten sposób miarę anglosaskich 300 mil na godzinę. Dzięki osiągnięciu tej oficjalnie potwierdzonej i udokumentowanej prędkości, samochód otrzymał tytuł najszybszego samochodu świata. Przeznaczony do użytku torowego samochód powstał w tej wersji w 8 egzemplarzach, których dostawy rozpoczęto 2 lata później, we wrześniu 2021.

### Chiron Pur Sport
W czerwcu 2020 roku przedstawiona została kolejna wyczynowa odmiana Chirona pod nazwą Pur Sport, która została przeprojektowana pod kątem nie jak najlepszej dynamiki i rekordowej prędkości, lecz większej zwinności podczas jazdy torowej. Samochód zyskał w tym zmodyfikowany układ kierowniczy, a także inną geometrię zawieszenia oraz ogumienie. Ponadto, producent zastosował unikalny wzór alufelg oraz większe nakładki na progi. Chiron Pur Sport zbudowany został w limitowanej edycji 60 egzemplarzy w cenie po 3 miliony dolarów za każdy z nich.

### Chiron Super Sport
W czerwcu 2021 Bugatti zaprezentowało kolejną wyczynową odmianę, tym razem w postaci wariantu Super Sport będącego drogową wersją edycji przeznaczonej do bicia rekordu prędkości w 2019 roku. Podobnie jak ona, samochód zyskał dłuższe nadwozie ze smuklej zakończonym tyłem, inny pakiet spojlerów, większe boczne wloty powietrza, inne obręcze kół, większy dyfuzor, inne końcówki wydechu oraz przeprojektowane zderzaki. Producent zbudował samochód w 9 egzemplarzach w cenie 3,2 miliona euro za każdy. 
Modyfikacje przeprowadzono także w układzie napędowym. 8-litrowy silnik W16 rozwinął moc 1600 KM i maksymalny moment obrotowy 1600 Nm, które to parametry pozwalają rozpędzić auto kolejno: do 200 km/h w 5,8 sekundy, do 300 km/h 12,1 sekundy i maksymalnie do 440 km/h. W ramach dostosowania samochodu do jazdy przy wysokich prędkościach m.in. zredukowano masę własną o 23 kg oraz wydłużono przełożenie 7 biegu automatycznej, dwusprzęgłowej skrzyni biegów.

### Sprzedaż
Bugatti Chiron to samochód o limitowanym nakładzie produkcji, którego ręczna produkcja, angażująca do budowy każdego egzemplarza 20 osób, rozpoczęła się we wrześniu 2016 roku we francuskich zakładach w Molsheim. Cena samochodu w podstawowej wersji wyniosła 2,9 miliona euro, a w momencie premiery francuski producent pozyskał 1/3 zamówień z planowanej łącznej puli produkcyjnej zakładającej zbudowanie 500 samochodów. Pierwsze trzy egzemplarze dostarczono do klientów na przełomie lutego i marca 2017 roku, a do końca tego samego roku do tego grona dołączyło kolejne 70 nabywców. Czas oczekiwania na Chirona mógł wynosić do 3 lat, a finalny etap produkcji hipersamochodu rozpoczął się w styczniu 2022 roku - niespełna 6 lat po premierze. W pierwszej połowie 2024 roku wyprodukowano ostatnie sztuki z przewidzianej puli, kończąc obecność rynkową po 8 latach. 

### Silnik
- W16 8.0l 1479 KM

## Wersje specjalne

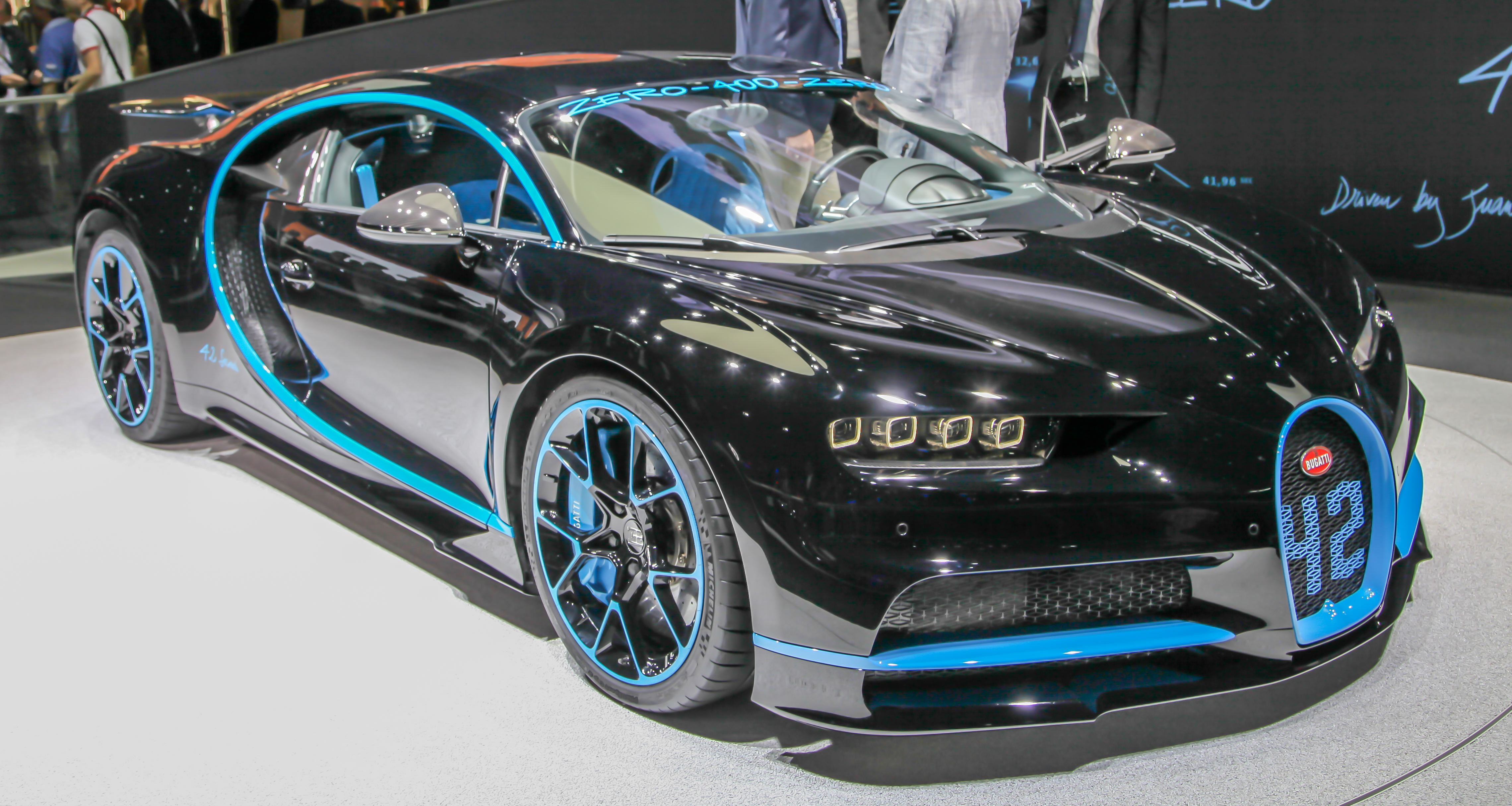
Bugatti Chiron Zero-400-Zero

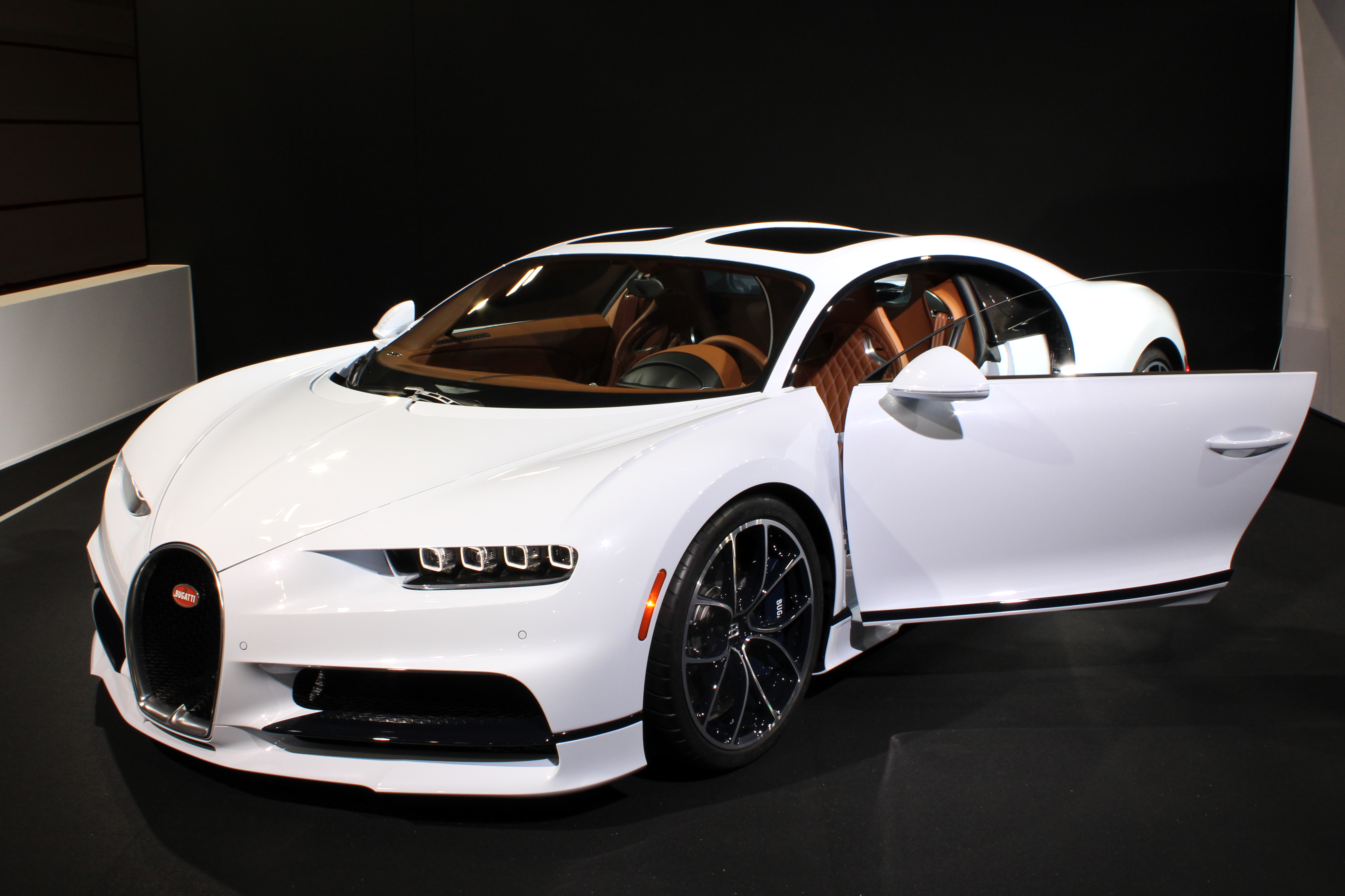
Bugatti Chiron Sky View

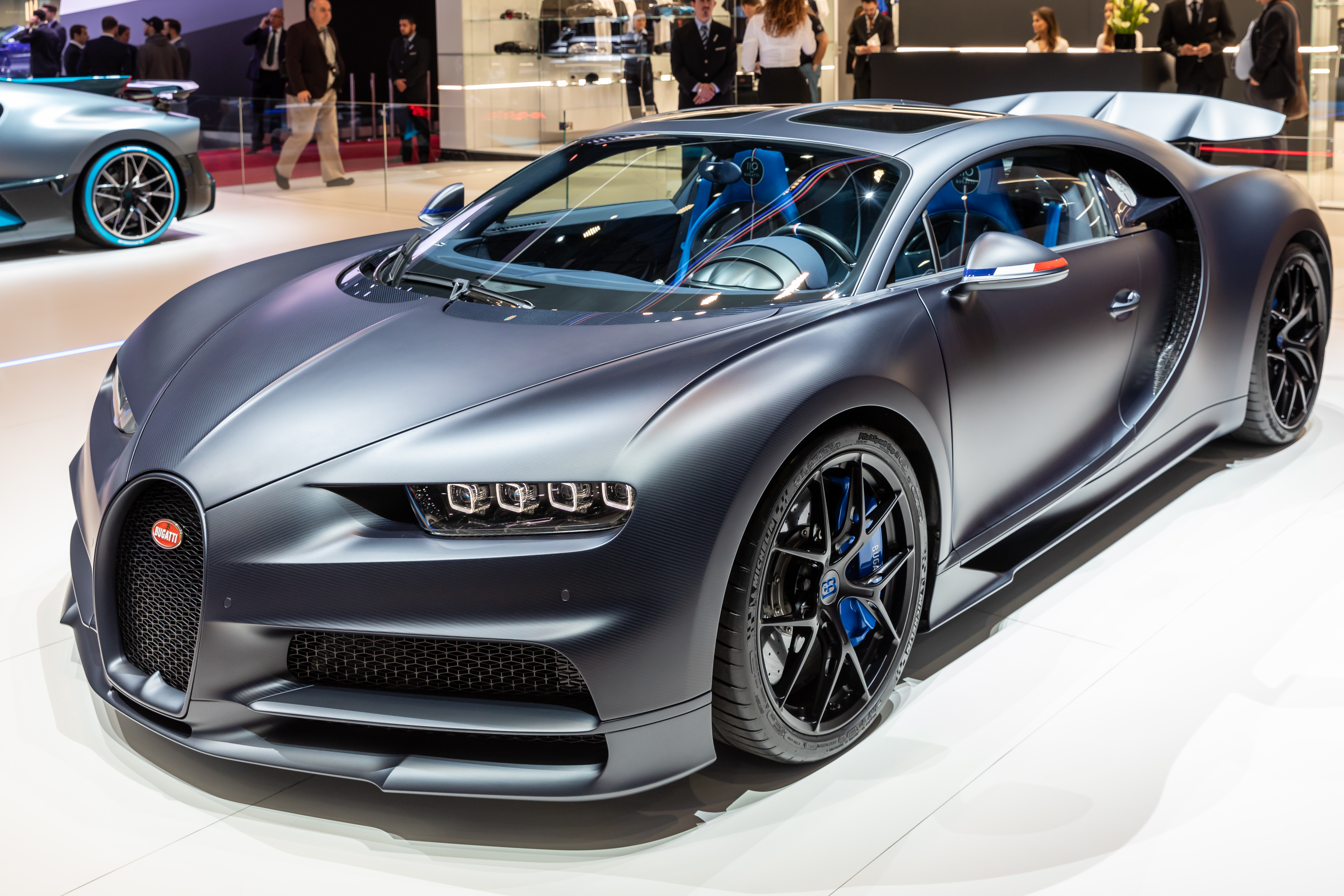
Bugatti Chiron 110 Ans Bugatti

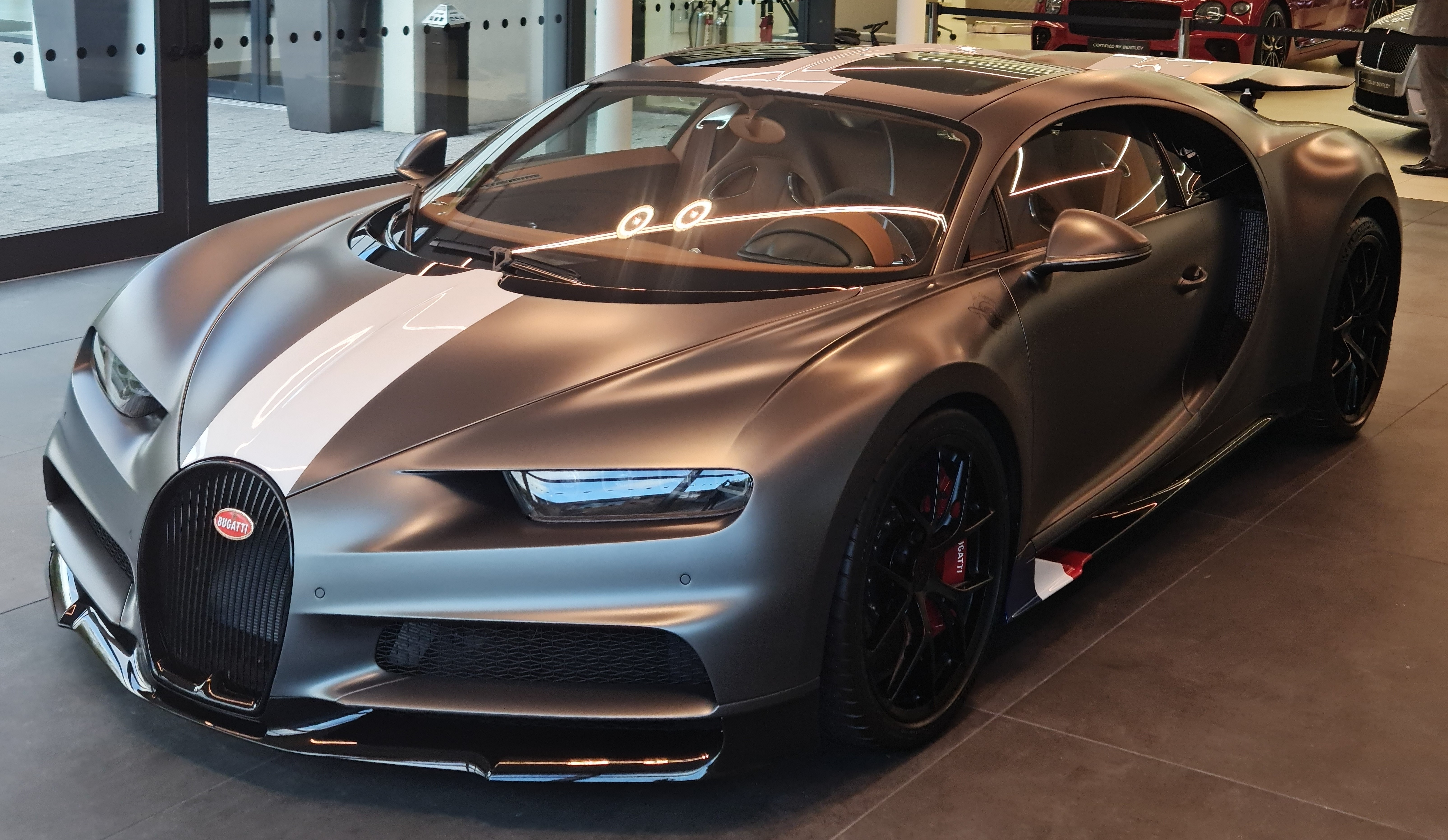
Bugatti Chiron Les Légendes du Ciel

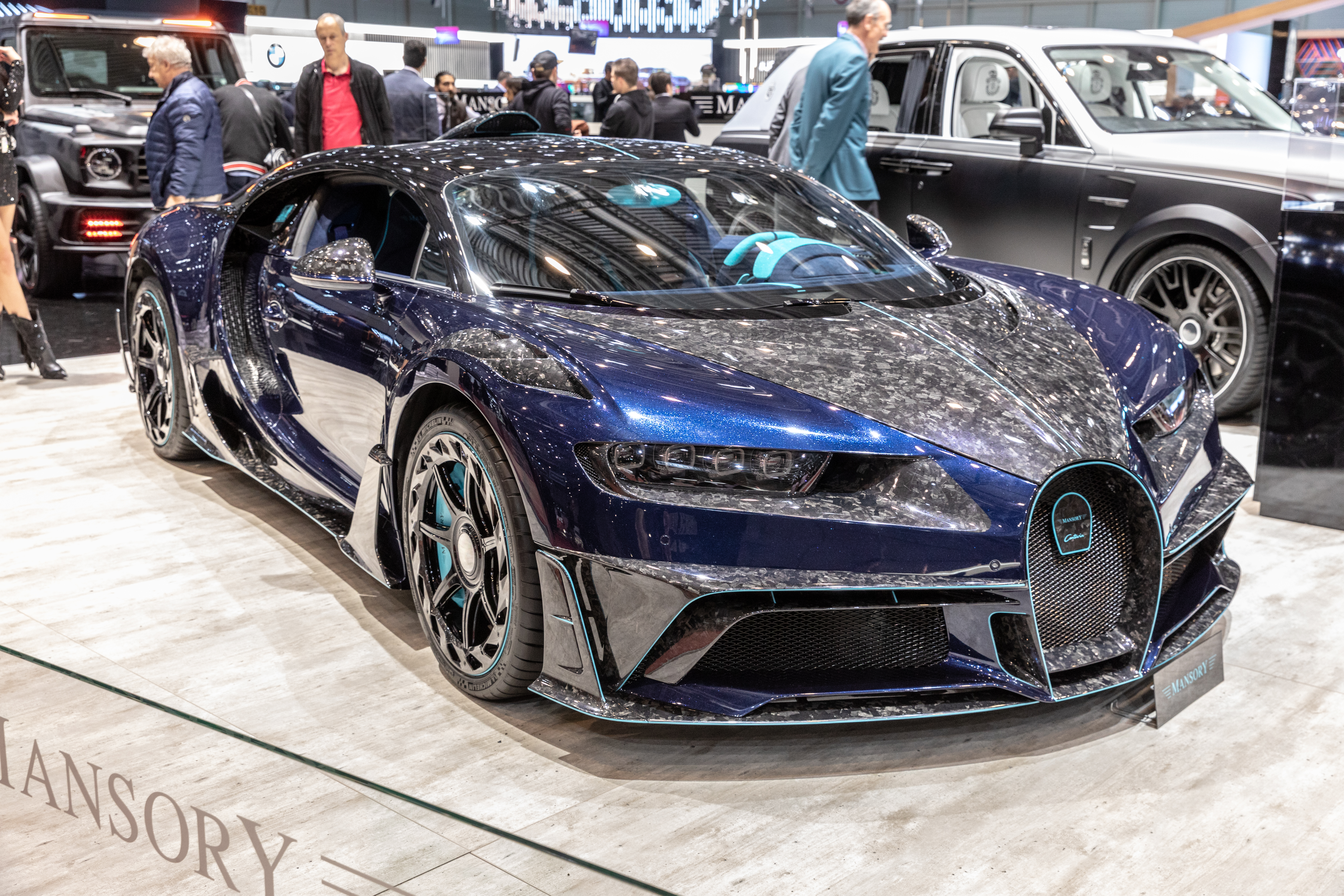
Mansory Centuria

- Bugatti Chiron Zero-400-Zero (2017)

Jesienią 2017 roku podczas IAA we Frankfurcie nad Menem przedstawiona została specjalna edycja celebrująca pobicie przez Chirona rekordu osiągnięcia prędkości 400 km/h w czasie 42 sekund. W tym celu kratki osłony chłodnicy polakierowano liczbą "42", z kolei szare nadwozie wzbogacono niebieskimi akcentami zdobiącymi obramowania, progi czy zderzaki.
- Bugatti Chiron Sky View (2018)

W lipcu 2018 roku przedstawiony został specjalny wariant Chirona z przeszklonym dachem. Pokryły go dwa duże panele nad głową kierowcy oraz pasażera, które nie są otwierane ani zdejmowane i chrakteryzują się taką samą powierzchnią wynoszącą 65x44 cm. Szklany dach umożliwił zwiększenie przestrzeni nad głową o 2,7 cm.
- Bugatti Chiron 110 Ans Bugatti (2019)

W lutym 2019 roku przedstawiono edycję limitowaną modelu z okazji 110. rocznicy założenia Bugatti. Przy zachowaniu takich samych parametrów technicznych, samochód zyskał dedykowany szary matowy lakier z motywem kolorystycznym francuskiej flagi nałożony m.in. na lusterka boczne i tylny spojler. Samochód powstał w limitowanej serii 20 egzemplarzy.
- Mansory Centuria (2019)

W czerwcu 2019 roku niemiecki tuner Mansory przedstawił autorsko, głęboko zmodyfikowanego Chirona pod własną nazwą Centuria. Samochód otrzymał pakiet stylistyczny z elementami z włókna węglowego, fioletowoczarny lakier, a także przeprojektowane koła, dodatkowe wloty powietrza, inny spojler oraz zmodyfikowane zderzaki. Cena samochodu w tej konfiguracji wyniosła 4,25 miliona dolarów.
- Bugatti Chiron Les Légendes du Ciel (2020)

W listopadzie 2020 roku w oparciu o podstawowego Chirona zbudowana została edycja specjalna mająca na celu uczcić słynnych francuskich pilotów, którzy w latach 20. i 30. XX wieku z sukcesami brali także udział w wyścigach konstrukcji przedwojennego Bugatti. Malowany na szaro projekt kolorystyczny wzbogacono białym pasem i motywem francuskiej flagi, nanosząc go na limitowaną serię 20 egzemplarzy.
- Bugatti Chiron Noire (2019)

W grudniu 2019 roku Bugatti przedstawiło limitowaną do 20 egzemplarzy serię Noire, która powstała w dwóch wariantach kolorystycznych. Noire Élégance pokryty został błyszczącym lakierem bezbarwnym z akcentami malowanymi czarnym, matowym lakierem. Noire Sportive zyskało z kolei całkowicie czarne, matowe malowanie, które zastosowano także w projekcie kabiny pasażerskiej.
- Bugatti Chiron Hermès Edition (2019)

Oprócz wersji Noire, w grudniu 2019 roku na bazie Chirona powstała także kontrastująca wobec głębokiej czerni tamtej wersji odmiana Hermès Edition utrzymana w kremowej bieli w różnych odcieniach widocznych zarówno wewnątrz, jak i zewnątrz. Oznaczenia "Hermès Edition" umieszczono także na elementach deski rozdzielczej czy boczkach drzwi. Chiron w tej wersji został zbudowany w jednym egzemplarzu na specjalne zlecenie amerykańskiego potentata rynku nieruchomości i kolekcjonera samochodów, Mannyego Khoshbina.
- Bugatti Chiron Sport Alice (2021)

W lutym 2021 przedstawiony został kolejny specjalny egzemplarz Chirona zbudowany na specjalne zamówienie brytyjskiego klienta, który obdarował nim swoją żonę. Edycja Sport Alice wyróżniła się biało-różowym malowaniem nadwozia, a także kokpitem utrzymanym w bieli wraz z przeszyciami z imieniem "Alice". Samochód kosztował 3 miliony dolarów.
- Bugatti Chiron Pur Sport Sur Mesure Grand Prix (2021)

W grudniu 2021 przedstawiono specjalny egzemplarz inaugurujący nowy program rozbudowanej personalizacji Sur Mesure. Samochód uczcił wyścigową historię Bugatti, wyróżniając się unikalnym malowaniem. Liczba "32" na drzwiach nawiązuje do numeru startowego Bugatti Type 51, w którym Louis Chiron i Achille Varzi wygrali Grand Prix Francji w 1931 roku.
- Bugatti Chiron Super Sport 57 One of One (2023)

W grudniu 2023 zaprezentowana została kolejna unikatowa, specjalna wersja Chirona będąca zarazem upamiętnieniem modelu historycznego Bugatti z pierwszej połowy XX wieku, Bugatti Type 57 Atlantic. Pojazd powstał na specjalne zamówienie klienta firmy na jego 70. urodziny w ramach programu Sur Mesure, wyróżniając się połyskującym srebrnym malowaniem, wyraźnie zarysowanymi poprzeczkami osłony chłodnicy, a także zmodyfikowanymi zderzakami i kabiną pasażerską wykończoną brązową skórą.